# ネルソン川

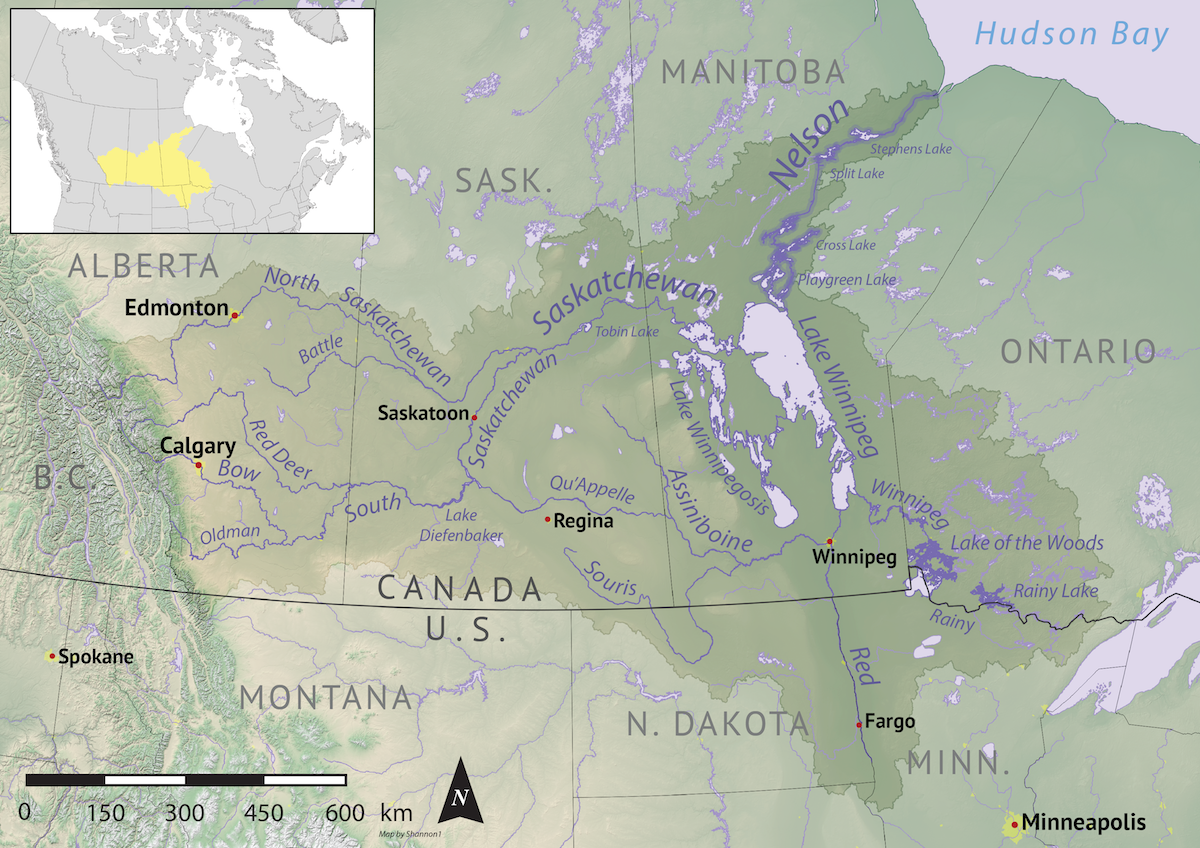
ネルソン川流域

ネルソン川（ネルソンがわ、Nelson River）とは、北アメリカ大陸の北東部を流れる、河川の1つである。

## 概要
ネルソン川は、カナダのマニトバ州内をおおむね北東方向に流れ、最終的に北極海の一部であるハドソン湾へと注いでいる。川の全長は約664kmに過ぎないものの、この川の起点であるウィニペグ湖へはカナディアンロッキーなどからも川が流れてきているため、ネルソン川水系で考えた時は、カナダのアルバータ州の南西端部から、サスカチュワン州を横断し、マニトバ州を北東方向へと流れるという長大なものとなる。また、ウィニペグ湖へは、レッド川のように、アメリカ合衆国側から国境を越えて流れ込む川も存在し、これらの川もネルソン川水系に含まれる。

## 流路
ウィニペグ湖北から出たネルソン川はまずプレイグリーン湖に入る。そこから流路は二つに分かれる。西側は Kiskittogisu湖、キスキット湖を通過してクロス湖に入る。東側はリトルプレイグリーン湖、パイプストーン湖を経てクロス湖に入る。リトルプレイグリーン湖、パイプストーン湖間に繋がる川にエチマミシュ川があり、この川はヘイズ川へと繋がっている。またプレイグリーン湖・リトルプレイグリーン湖間には別の流路ジャック川がある。東西の水路で囲まれた場所はロス島という。
その先はシピウェスク湖、スプリット湖、ステファンズ湖を経由し、ヨークファクトリーでハドソン湾へ注ぐ。スプリット湖でバーントウッド川が、スプリット湖の上流でグラス川が合流する。

## ネルソン川水系の川、湖

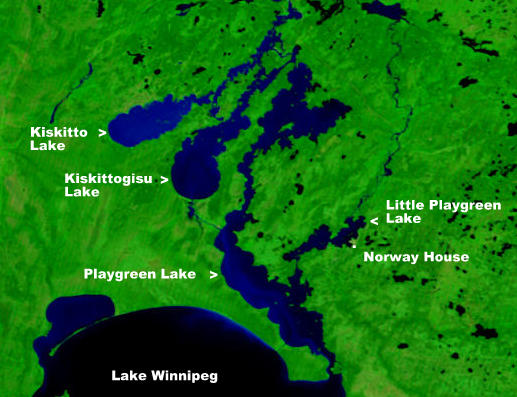
プレイグリーン湖など

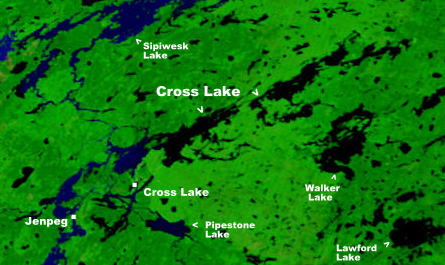
クロス湖

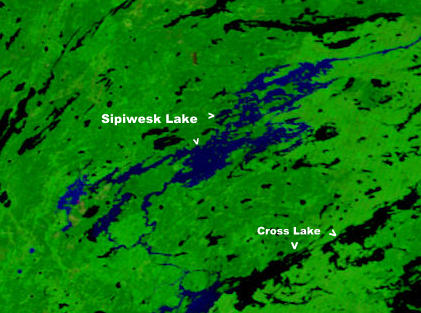
シピウェスク湖

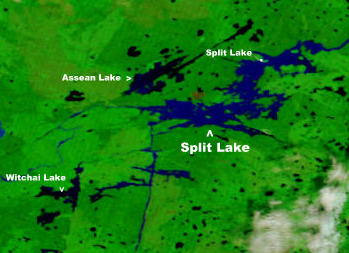
スプリット湖

下流より記載　＊印は川の途中にある湖
- ステファンズ湖　＊
- スプリット湖　＊
  - バーントウッド川
- グラス川
  - ラット川 - サザンインディアン湖へ接続
- シピウェスク湖　＊
- クロス湖　＊
- ネルソン川東側流路
  - パイプストーン湖　＊
  - エチマミシュ川 - ヘイズ川へ接続
  - リトルプレイグリーン湖　＊
- ネルソン川西側流路
  - キスキット湖　＊
  - Kiskittogisu湖　＊
- プレイグリーン湖　＊
- ウィニペグ湖
  - サスカチュワン川
    - シーダー湖　＊
    - ノースサスカチュワン川
      - バトル川
      - ホワイトマッド川
      - ブラゾー川（英語版）
        - ブラックストーン川
        - カーディナル川

    - サウスサスカチュワン川
      - ディーフェンベーカー湖　＊
      - レッドディア川
      - ボウ川
        - モレーン川
          - モレーン湖

        - ボウ湖　＊

      - オールドマン川
        - ベリ川

  - レッド川
    - アシニボイン川
      - カペル川 - ディーフェンベーカー湖へ接続

    - オッターテイル川

  - ウィニペグ川
    - バード川
      - バーニック川
        - バーニック湖

    - ウッズ湖

  - ドーファン川
    - セントマーチン湖
      - フェアフォード川
        - マニトバ湖
          - ウォーターヘン川
            - ウォーターヘン湖
              - ウエストウォーターヘン川、リトルウォーターヘン川
                - ウィニペゴシス湖